# Charles-Marie de Feletz
Charles-Marie de Feletz, né le 3 janvier 1767 à Saint-Pantaléon-de-Larche (Corrèze) dans le village de Gumond et mort le 11 février 1850, est un homme d'Église, académicien, journaliste, conservateur de la bibliothèque Mazarine et critique littéraire français.

## Biographie
Fils de Étienne Feletz d'Orimond et de Catherine de Fars.
Il fait ses études à Brive et à Périgueux, puis il suit pendant trois ans des cours de théologie au collège Sainte-Barbe de Paris. Sa communauté religieuse ayant refusé de prêter serment à la constitution civile du clergé en 1791, il se retire alors en province et se fait ordonner prêtre par un évêque proscrit. Arrêté en 1793, il est condamné sans jugement à la déportation et jeté au cachot à Rochefort. Il passe ensuite 11 mois sur l'un des pontons où l'on a entassé 800 autres condamnés, dont 600 meurent de privations. Après un deuxième séjour en prison, il se réfugie dans sa famille à Périgueux, où il se remet lentement de ses épreuves. Rendu à la liberté par le coup d'État du 18 brumaire, il entame à partir de 1801 une carrière de critique littéraire au Journal des débats, qu'il poursuit au Mercure de France. Il devient conservateur de la bibliothèque Mazarine en 1809 et membre de la commission des livres classiques de l'Université en 1812.
S'étant attiré la bienveillance de Louis XVIII, Feletz est nommé inspecteur de l'Académie de Paris en 1820. Il est élu membre de l'Académie française en 1827. Destitué de la Mazarine par Hippolyte Carnot en 1849, il meurt aveugle un an plus tard.

## Le critique littéraire
Une sélection de ses articles, réunis en six volumes sous le titre Mélanges de philosophie, d'histoire et de littérature, est publiée entre 1828 et 1830, suivie en 1840 d'un septième volume intitulé Jugements historiques et littéraires sur quelques écrivains et quelques écrits du temps. Un sens aigu de l'ironie et un traditionalisme rigoureux en sont les traits les plus saillants. Le thème du cloisonnement des genres y revient comme un leitmotiv :

« En littérature, les genres sont et doivent rester parfaitement distincts ; ils ont leurs différences réelles, leurs qualités propres, leur langage particulier ; vouloir les confondre, ou faire un nouveau genre du mélange de plusieurs, c'est un abus ; c'est du moins une innovation rarement heureuse : telle est la règle générale et fondée sur la nature même des choses. Dépourvu de talent de poète, vous avez néanmoins de l'esprit, des connaissances et l'art d'exprimer vos idées dans un style clair et élégant : écrivez en prose. Vous vous sentez animé de cet esprit presque divin qui fait les poètes : écrivez en vers. Mais, ne pouvant atteindre au langage de la poésie, dédaignant le langage commun, ou peut-être incapable de le parler avec grâce, vous vous jetez dans un genre mixte, et vous faites de la prose poétique : probablement vous m'ennuierez. »

Sa magistrature littéraire dura trente ans. « Nourri des traditions classiques, écrit Pierre Larousse, il se montra constamment antipathique à toute innovation littéraire. » Son style plaisant, son bon goût et son bon ton n'en furent pas moins fort appréciés, tant parmi les gens du monde que dans les milieux académiques. Désiré Nisard, qui lui succéda à l'Académie française, écrivait ainsi :

« De tous les hommes distingués qui travaillèrent à la restauration du sens moral, du goût, de la langue, aucun ne fut plus agréable que M. de Feletz. Il n'était pourtant ni le plus profond ni le plus savant ; mais, plus mêlé à la société de son temps, il savait mieux ce qu'elle voulait, parce qu'il le savait de sa bouche : elle voulait retrouver ses traditions, réparer son jugement et sa langue, refaire ses études, pourvu que ce ne fût pas sous un pédant... La déclamation avait été la langue de la Terreur ; elle voulait qu'on l'en vengeât. M. de Feletz l'y servit à souhait »

.

## Sources biographiques
- Pierre Larousse, Grand Dictionnaire universel du XIXe siècle, t. VIII, 1872, p. 193.
- Pierre Pommarède, Charles-Marie de Feletz, un immortel bien oublié, Pilote 24 (1995).